# Zeche König Ludwig

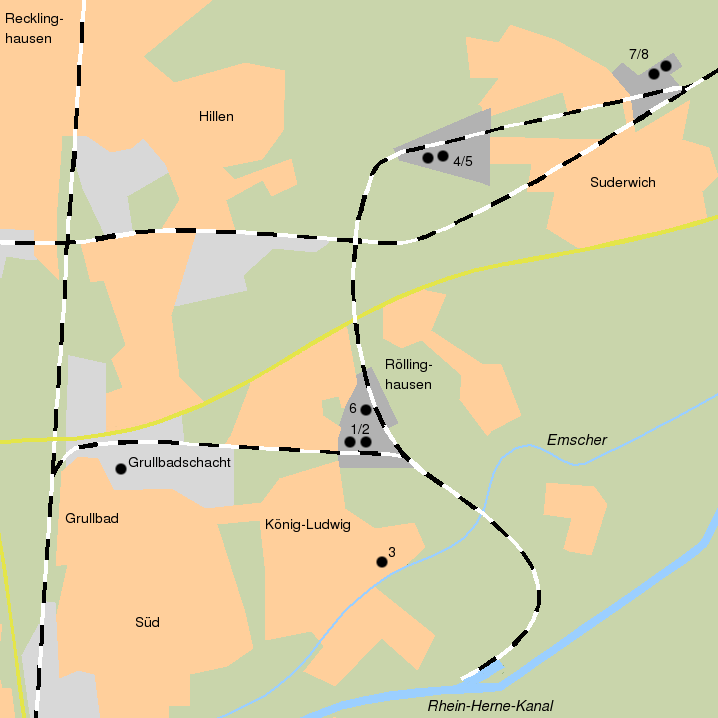
Lage der Schachtanlagen der Zeche König Ludwig in Recklinghausen

Die Zeche König Ludwig war ein Steinkohlebergwerk in Recklinghausen.

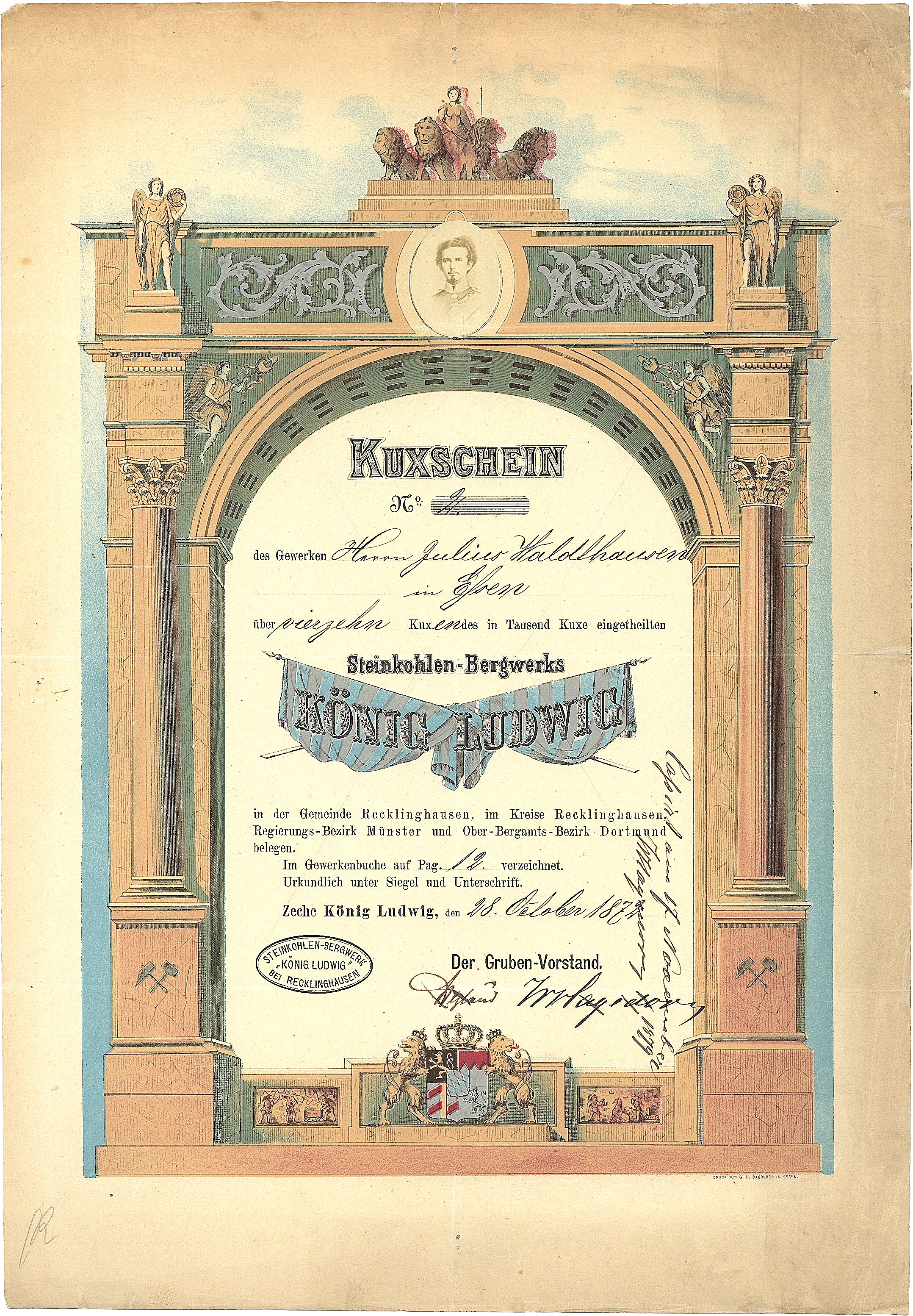
Kuxschein No. 2 des Steinkohlen-Bergwerks König Ludwig, ausgestellt am 28. Oktober 1872 auf den Essener Kaufmann und Bergbauunternehmer Julius Waldthausen, original unterschrieben von dem Bankier Wilhelm Hagedorn als Grubenvorstand

## Geschichte

### Gründung der Gewerkschaft König Ludwig
1856 stießen vom Generalinspektor August Bockholtz (Bockholte) und dem Bankier Wilhelm Hagedorn angeregte Probebohrungen im Recklinghäuser Süden auf Steinkohle. Bockholtz und Hagedorn legten Mutung ein, und es wurden die Grubenfelder Henriettenglück I bis III verliehen. Sie wurden 1867 unter Vereinigte Henriettenglück konsolidiert.
Während der Gründerzeit konnte 1871 die bergrechtliche Gewerkschaft Vereinigte Henriettenglück das benötigte Kapital zur Errichtung eines Bergwerks organisieren. Bei einer Generalversammlung am 16. Februar 1872 im Hotel „Berliner Hof“ in Essen wurde daraufhin entschieden, das Bergwerk bald zu errichten. Außerdem wurde beschlossen, die Gewerkschaft nach dem bayerischen König Ludwig II. zu benennen.
Zur Errichtung der Übertagebetriebe sollte das im Besitz der Stadt Recklinghausen befindliche Geitenfeld gekauft werden. Auf Grund eines Streits über die Kaufsumme wurde das Grundstück im März 1872 gepachtet. Nach einem weiteren Streit über die Kostenübernahme für den Wegebau kaufte die Gewerkschaft zehn Morgen Land am Stillbrink vom Bauern Hestermann. Das Land gehörte zur eigenständigen Landgemeinde Suderwich und war abgesehen vom Streit mit der Stadt Recklinghausen wegen der günstigeren Steuern besonders attraktiv. Die Recklinghäuser Stadtverordneten und der Bürgermeister Hagemann versuchten noch, die Gesellschaft umzustimmen, doch selbst ein angestrengter Prozess konnte sie nicht überzeugen, die Zeche auf Recklinghäuser Grund zu errichten.

### Teufen
Im zweiten Anlauf begannen am 27. April 1872 am Stillbrink die Abteufarbeiten für den ersten Schacht. Der Ingenieur Koepe (Carl Friedrich Koepe?) organisierte dazu eine Fördermaschine von der Zeche Carl. 1873 gerieten die Arbeiten wegen Problemen mit der Wasserhaltung ins Stocken. 1874 musste sogar allen Arbeitern gekündigt werden und die Abteufarbeiten wurden vorerst eingestellt. Im Frühjahr 1875 traten mehrere Vorstandsmitglieder zurück (unter anderem Friedrich Grillo), so dass im April 1875 nur noch die Vorstandsmitglieder Carl Funke und Wilhelm Hagedorn tagten. 1876 konnten die Abteufarbeiten wieder aufgenommen werden, die Wasserhaltung bereitete jedoch weiter Probleme. Mit Kreiselpumpen (ab 1882) und Tübbings (ab 1883) konnte der Schacht dauerhaft trockengelegt werden. Im gleichen Jahr erreichte der Schacht bei einer Teufe von 307 m die kohlenführende Schicht (Flöz). Bei 361 m Teufe wurde die erste Sohle als Wettersohle, 1885 bei 440 m Teufe die Bausohle angesetzt. Die Aufnahme der Förderung erfolgte 1886.
Bereits am 22. Juli 1886 kamen bei einer Schlagwetterexplosion sieben Bergarbeiter zu Tode. Bei drei weiteren Schlagwetter- und Kohlenstaubexplosionen am 12. November 1891, am 18. August 1893 und am 17. Januar 1901 kamen 31 weitere Bergleute ums Leben.

### Förderung, Ausbau und Streik
| Geburtsort in        | absolut | prozentual |
| Westfalen            | 562     | 38         |
| Rheinprovinz         | 96      | 7          |
| Ost- und Westpreußen | 62      | 4          |
| Posen                | 514     | 35         |
| Schlesien            | 100     | 7          |
| Sonstige             | 155     | 10         |
| Gesamt               | 1489    | 100        |

1886 wurden mit einer Belegschaft von 144 Mann 24.869 t Kohle gefördert. Da die Rohkohle im Verkauf mit 4,80 Mark/t einen relativ geringen Erlös brachte, wurde 1887 mit dem Bau einer Aufbereitungsanlage mit Kohlenseparation und Kohlenwäsche begonnen. Im März 1888 wurde mit dem Bau einer Kokerei begonnen, um mit dem darin produzierten Koks höhere Gewinne zu erzielen. Am 1. Juli 1889 nahmen die ersten 60 Koksöfen ihren Betrieb auf. Der hochwertige Koks konnte mit einem durchschnittlichen Erlös von 12,15 Mark/t verkauft werden. Die in der Kokerei anfallenden Gase wurde zur Beheizung von 20 Cornwall-Kesseln zur Dampferzeugung für die Fördermaschinen genutzt. Zum Ende des Jahres 1890 gingen weitere 40 Koksöfen in Betrieb. Bis 1890 war die Belegschaft auf 740 Mann angewachsen, die Förderung betrug 429.291 t.
An dem Massenstreik von 1889, der sich ab Ende April von der Bochumer Zeche Präsident ausgehend im gesamten Ruhrgebiet verbreitete, beteiligten sich auch 470 Kumpel der Zeche „König Ludwig“. Mehrere Kompanien des Infanterieregiments Nr. 13 unter dem Kommando des Hauptmanns von Seidewitz bewachten die streikenden Bergarbeiter in Recklinghausen. Bei einer Versammlung der Streikenden in Dortmund-Dorstfeld wurde beschlossen, die Bergleute Schröder, Bunte und Siegel als Delegierte zum Kaiser und zum Reichstag zu schicken. Sie trugen Kaiser Wilhelm II. am 14. Mai als Delegierte ihre Forderungen vor. Mit Reichstagsabgeordneten der Nationalliberalen Partei, unter anderem dem Vorsitzenden des Unternehmerverbandes Bergbau-Verein, Friedrich Hammacher, legten sie im „Berliner Protokoll“ die 8-Stunden-Schicht, regelmäßige Lohnerhöhungen und Überstunden nur in von Arbeiterausschüssen genehmigten Ausnahmen fest. Die Unternehmer akzeptierten dieses Protokoll jedoch nicht und gaben stattdessen am 18. Mai die „Essener Erklärung“ aus. Demnach sollte zwar die 8-Stunden-Schicht eingeführt werden, die Arbeiterausschüsse wurden jedoch abgelehnt und die Löhne sollten nur einmalig erhöht werden. Die Bergleute waren geteilter Meinung, ob sie die Erklärung akzeptieren sollten. Unter dem privaten wirtschaftlichen Druck nahmen die Kumpel am 27. Mai nach drei Wochen Streik die Arbeiten wieder auf. Der Streik führte zu den Sozialreformen 1890 und zur Gründung der ersten Bergarbeitergewerkschaft (später „Alter Verband“).

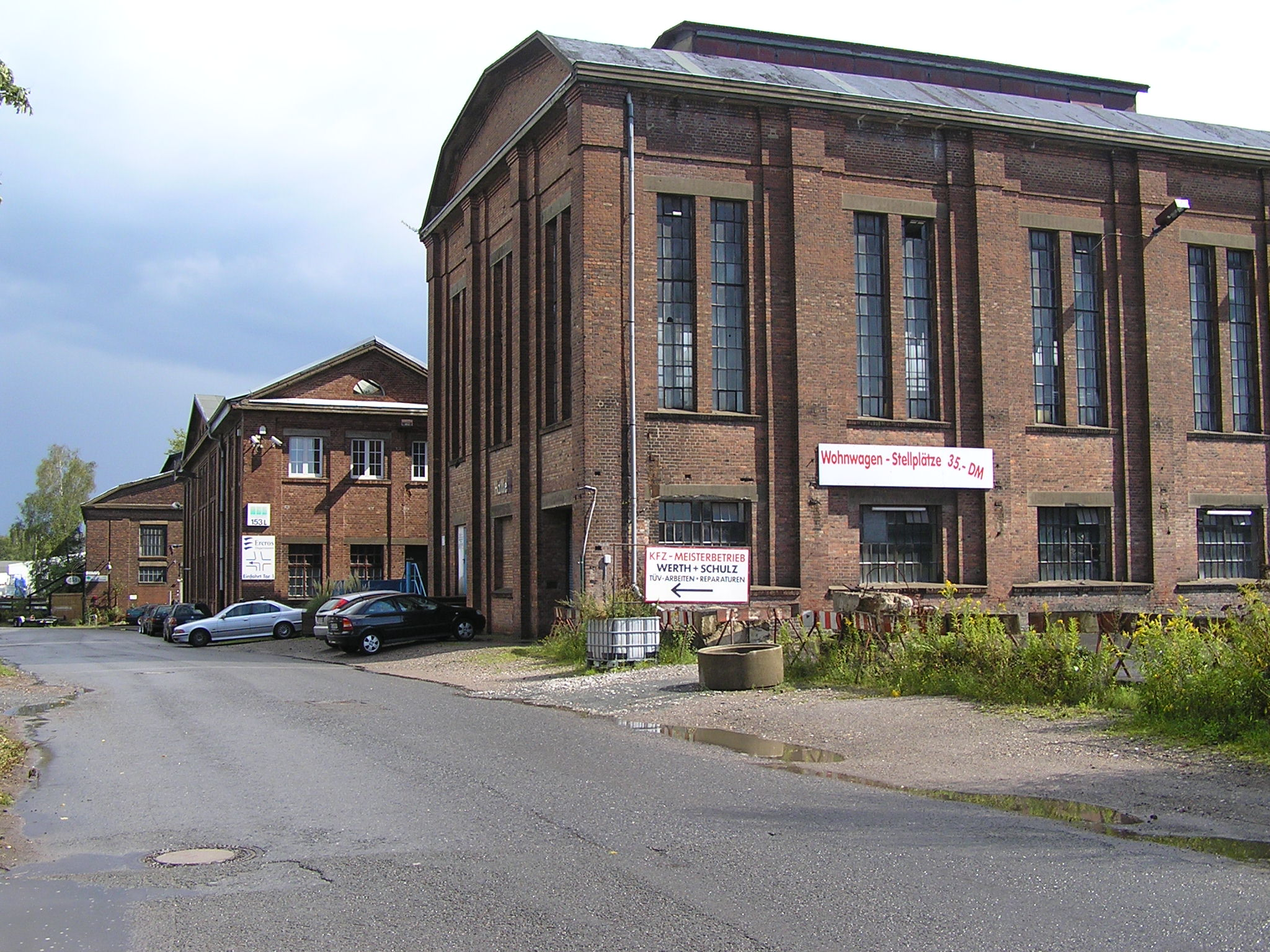
Ehemalige Kaue und Lampenstube bei Schacht 2

Bergpolizeiliche Auflagen erforderten auf Zeche „König Ludwig“ unterdessen die Anlage eines zweiten Schachtes, so dass die Gewerkschaft beschloss, einen Wetterschacht anzulegen. Ab April 1889 wurde 80 m neben Schacht 1 der Schacht 2 abgeteuft. 1891 erreichte er die 442-m-Sohle (nunmehr Wettersohle), bei einer Teufe von 527 m wurde eine zweite Sohle angesetzt. 1894 wurde Schacht 2 als zweiter Förderschacht in Betrieb genommen. Dafür wurde etwa 1 km südlich der Schachtanlage 1/2 ab dem 15. August 1894 der neue Wetterschacht Schacht 3 niedergebracht.
Mit dem Beitritt zum Rheinisch-Westfälischen Kohlen-Syndikat (RWKS) im Februar 1893 stabilisierten sich die Kohlenpreise und die wirtschaftliche Situation der Gewerkschaft „König Ludwig“ besserte sich. Allerdings beschränkte die Mitgliedschaft im RWKS auch die Fördermengen der Zechen. Um die Förderung trotzdem zu erhöhen, beschloss der Vorstand, den als Wetterschacht geplanten Schacht 3 als weiteren Förderschacht zu nutzen, was die erlaubte Fördermenge erhöhte. Schacht 3 erreichte die 442-m-Sohle am 1. Oktober 1896. Die geförderte Kohle wurde mit einer Feldbahn zur Aufbereitung zu Schachtanlage 1/2 transportiert. Ab 1898 war der betriebseigene 1,7 ha große Hafen am Zweig-Kanal des noch im Bau befindlichen Dortmund-Ems-Kanals (heute Teil des Rhein-Herne-Kanals) fertiggestellt. Über den Hafen konnten einerseits Kohlen und Koks an den Nordsee-Häfen verkauft werden, aber auch Material angeliefert werden.
1896 förderte das Bergwerk mit 1.767 Belegschaftsmitgliedern 592.000 t Kohle. In den 180 Koksöfen wurden 1898 147.030 t Koks produziert. Der Kokerei waren mittlerweile Anlagen zur Gewinnung der Nebenprodukte Teer, Ammoniak, Benzol, verschiedener Kohlenwasserstoffe und später Stadtgas angeschlossen. Der Verkauf von Koks und der Nebenprodukte machte im Jahr 1899 35 % des Gesamtergebnisses der Gewerkschaft aus.

### Aufbau der Schachtanlage 4/5

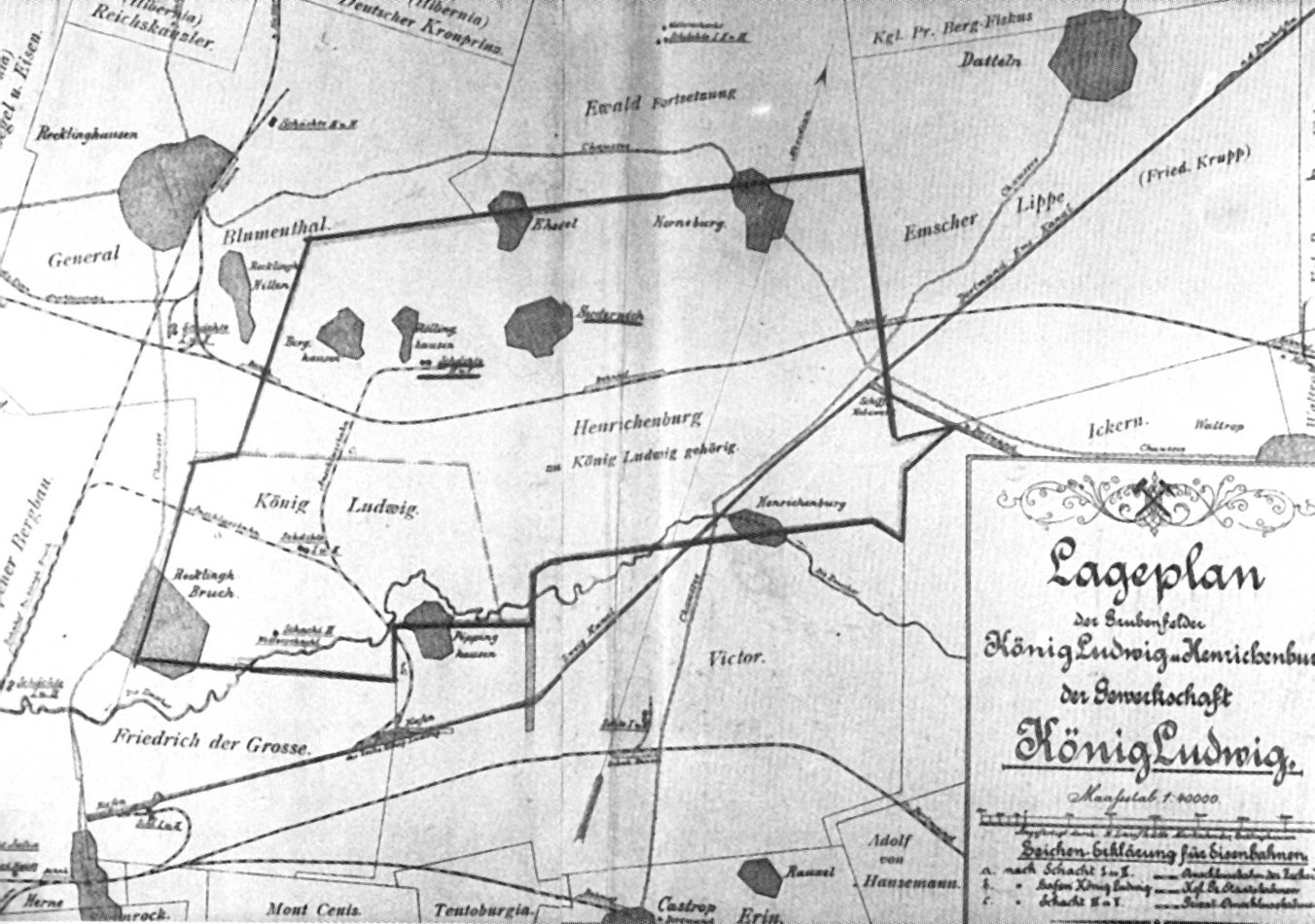
Grubenfeld der Zeche König Ludwig um 1902

Im Mai 1898 hatte die Gewerkschaft „König Ludwig“ die Kuxe der benachbarten Gewerkschaft „Henrichenburg“ mitsamt 13 Grubenfeldern von 27,6 km² Gesamtfläche erworben. Dadurch hatte sich die Berechtsame der Gewerkschaft von 8,7 km² auf 36,3 km² erweitert. Am 3. Juli 1900, begannen 3 km nordöstlich der Anlage 1/2, westlich der Gemeinde Suderwich die Arbeiten einer neuen Schachtanlage „König Ludwig“ 4/5. 1901 wurde eine Bahnstrecke zwischen den Anlagen 1/2 und 4/5 erbaut. Im August 1902 erreichte Schacht 4 bei 453 m und bei 520 m Teufe bereits von der Schachtanlage 1/2 aus aufgefahrene Strecken. Im Oktober 1902 erreichte Schacht 4 die vorläufige Endteufe von 628 m und nahm die Förderung als neuer Hauptförderschacht auf, während die Förderung auf Schacht 1 eingestellt wurde. Der Schacht 5 wurde bei Erreichen der 520-m-Sohle im November als Abwetterschacht in Betrieb genommen. Auf dem Gelände der ersten Schachtanlage wurde 1902 bis 1903 der Schacht 6 als zusätzlicher Wetterschacht abgeteuft. 1903 nahm auch auf der Schachtanlage 4/5 eine Kokerei mit 80 Otto-Hoffmann-Öfen ihren Betrieb auf.
Weil sich die tatsächlichen Verhältnisse auch nach den Sozialreformen 1890 kaum verbessert hatten, traten die Bergleute 1905 erneut in den Streik. Als ein Forderungskatalog der Bergarbeitergewerkschaften von den Unternehmerverbänden abgelehnt wurde, wurde am 16. Januar der Generalstreik ausgerufen. Nach Verhandlungen und der Zusage der Abänderungen einzelner Bestimmungen des Allgemeinen Berggesetzes wurde der Generalstreik am 10. Februar aufgehoben. In der Gesetzesnovelle wurde unter anderem die Schichtdauer einschließlich Ein- und Ausfahrt auf 8½ Stunden begrenzt und das „Wagen-Nullen“, also der vollständige Abzug eines nicht voll und rein beladenen Kohlewagens vom Lohn, abgeschafft; Arbeiterausschüsse sollten die Einhaltung dieser Regelungen bewachen. Auf der Zeche „König Ludwig“ bildeten sich die Arbeiterausschüsse im November 1905. Über die wirtschaftlichen Folgen des Streiks schrieb der Grubenvorstand der Gewerkschaft „König Ludwig“ im Geschäftsbericht des Jahres 1905: „Durch den Streik in den Monaten Januar und Februar ist uns für Betriebsverlust und entgangenen Verdienst ein Schaden von 500.000 Mark entstanden. Einen weiteren nicht zu berechnenden Nachteil haben wir dadurch erlitten, daß unsere in stark aufwärts strebender Entwicklung befindlichen Betriebe in ihrem Fortschritt um viele Monate zurückgedrängt worden sind. Wie leider zu erwarten stand, hat die von der Staatsregierung in Übel angebrachte Nachgiebigkeit gegen die aufgehetzten Massen und die irregeleitete Öffentlichkeit eingebrachte Gesetzesvorlage zur obligatorischen Einführung von Arbeiterausschüssen im preußischen Bergbau geführt.“
Die folgenden Jahre waren durch neue technische Entwicklungen gekennzeichnet. Die Streblängen konnten durch Schrämmaschinen und Schüttelrutschen verlängert werden, was einen wirtschaftlicheren Abbau ermöglichte. Für den Kohlentransport wurden 1905 noch 32 Pferde unter Tage gehalten, durch den Betrieb von Lokomotiven und Seilbahnen waren 1912 nur noch acht Grubenpferde im Einsatz. Die Belegschaft hatte sich jedoch bis 1905 auf 3822 erhöht. 1906 überstieg die Jahresförderung mit 1.086.055 t zum ersten Mal die Millionen-Tonnen-Grenze. Der Wert der König-Ludwig-Kuxe stieg von 4.800 Mark im Jahr 1889 auf bis zu 32.500 Mark im Jahr 1912. Damit rangierten die Kuxe an vierter Stelle der höchstbewerteten Kohlepapiere.
Auch unter dem Eindruck zweier Grubenunglücke am 28. Juni und am 18. Juli 1910, bei denen fünf Bergleute verunglückten, wurde 1911 eine Grubenwehr eingerichtet. Trotz des Einsatzes der Grubenwehr kamen bei Unglücken am 16. Februar und am 17. Oktober 1916 erneut fünf Kumpel zu Tode.

### Erster Weltkrieg

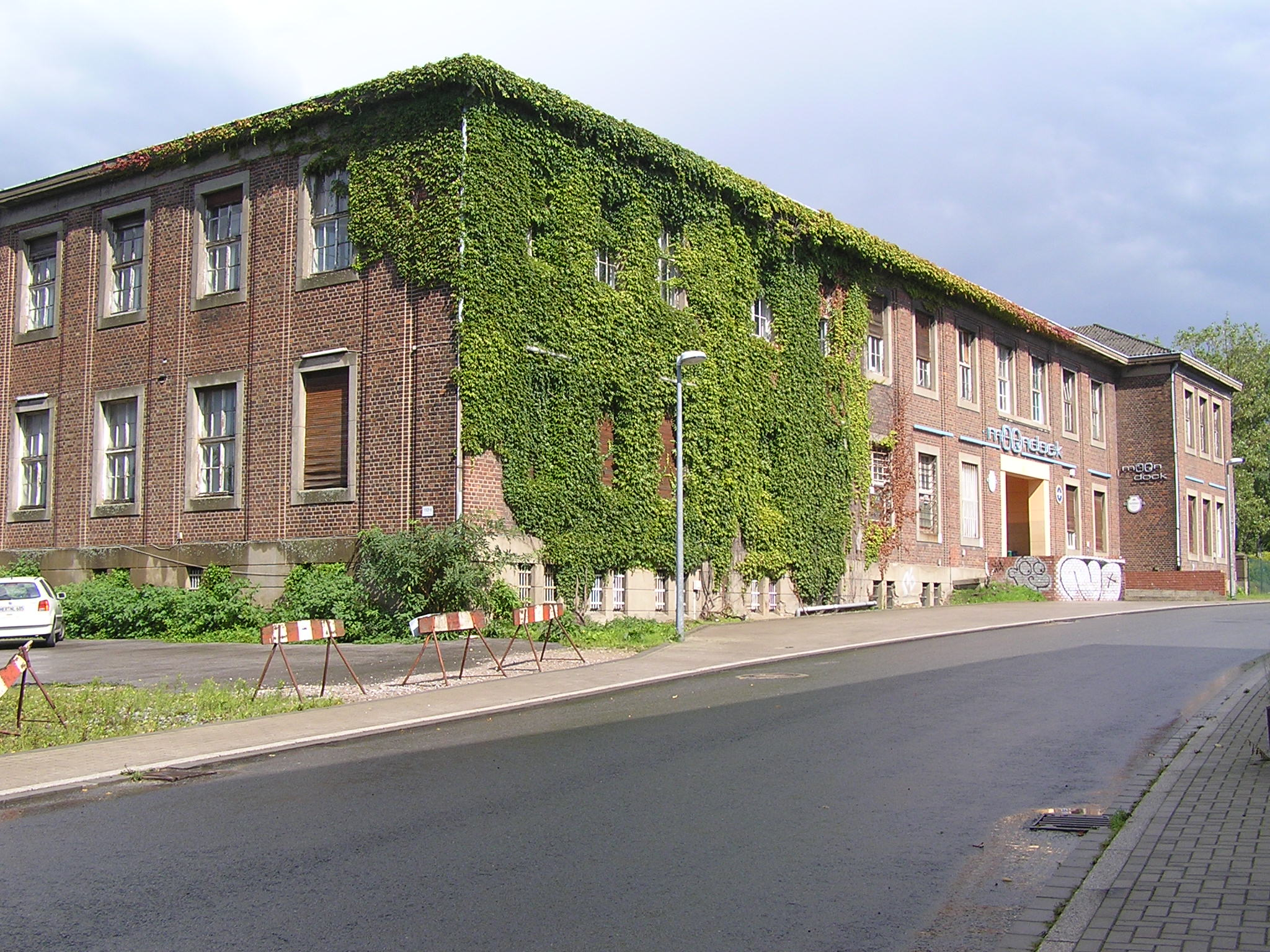
Ehemalige Verwaltung und Lohnhalle

Durch die Einberufung zum Ersten Weltkrieg ab Juli 1914 sank die Belegschaft bis 1916 um etwa 25 %. Die Zechenleitung versuchte, die fehlenden Bergleute durch Kriegsgefangene und Fremdarbeiter zu ersetzen und mit Überstunden auszugleichen. Die Leistungsfähigkeit der Belegschaft war aufgrund der schlechten Lebensmittelversorgung eingeschränkt. Die Förderung pendelte sich um 1915/1916 bei 80 % der im letzten Friedensmonat geförderten Menge ein. Wegen des Kriegs mangelte es an Material zum weiteren Ausbau der Anlagen. Der Krieg erhöhte aber auch die Nachfrage nach Kohle, so dass sich die Gewerkschaft finanziell gut ausgestattet sah. So konnte Schacht 2 1915 ein neues Fördergerüst und im April 1916 eine neue Zwillings-Fördermaschine erhalten. Zur Ausrichtung einer 3. Sohle wurde Schacht 4 im Jahr 1917 um 26 m tiefer geteuft. Auch die Anlagen der Nebenproduktegewinnung wurden ausgebaut: 1916 konnte eine neue Teerdestillation in Betrieb genommen werden, nach dem die alte im Juni 1913 durch ein Feuer zerstört worden war. Die Benzolfabrik wurde modernisiert, die Anlagen zur Gewinnung von Cumaronharz, Staufferfett und Teerfettöl wurde 1917 neu errichtet. 1918 wurde außerdem ein neues Kraftwerk auf der Anlage „König Ludwig“ 4/5 errichtet, das die veralteten Kesselhäuser ersetzte.

### Ruhraufstand und Ruhrbesetzung

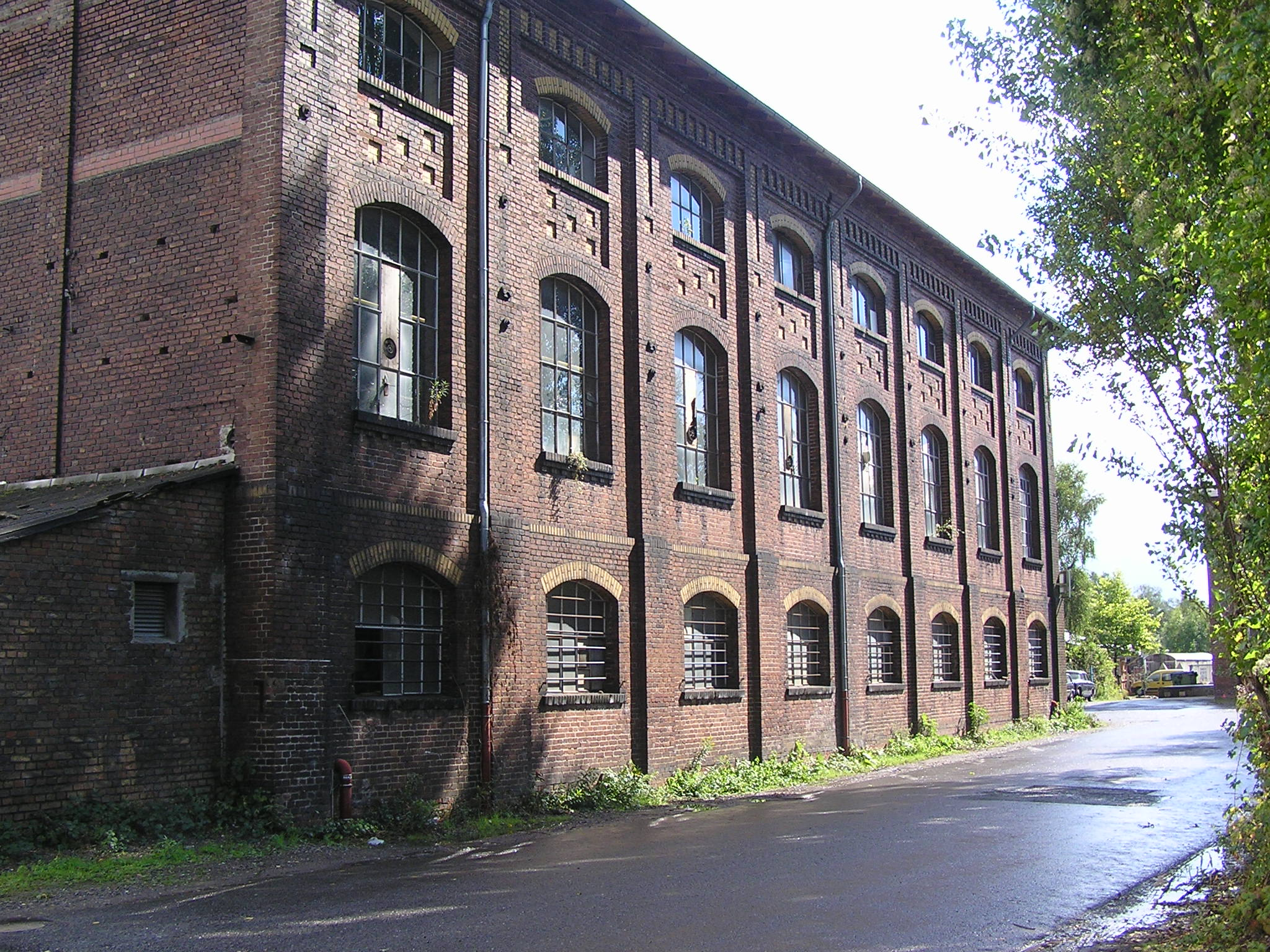
Ehemalige Lehrwerkstatt der Schachtanlage 1/2

In der revolutionären Stimmung nach dem Ende des Ersten Weltkrieges kam es zwischen Bergarbeitern und Freikorpssoldaten zu bürgerkriegsähnlichen Auseinandersetzungen. Am 9. November 1918 befreiten 150 Matrosen und Soldaten aus Köln 20 im Recklinghäuser Gerichtsgefängnis festgehaltene Soldaten. Im Februar und März 1919 kam es zu Arbeitsunterbrechungen. Im April legten die Bergleute der Zeche „König Ludwig“ ihre Arbeit nieder, um gegen die Regierungsmilitärs und für eine bessere Lebensmittelversorgung zu demonstrieren. Nach fast vier Wochen brach der Streik ergebnislos zusammen.
Die Situation beruhigte sich jedoch nicht dauerhaft und eskalierte schließlich im Frühjahr 1920 zum Ruhraufstand. Am 20. März 1920 besetzten 800 Mitglieder der Roten Ruhrarmee die Stadt Recklinghausen und entwaffneten die Polizei. Der von der Ruhrarmee eingesetzte Vollzugsrat konnte die Ordnung jedoch nicht wiederherstellen. Die Versorgung der Bevölkerung blieb katastrophal und Plünderungen setzten ein. Im April kam es dann mehrfach zu Schießereien. Der kommunistische Vorsitzende des Vollzugsrates, Markuse, wurde von Polizisten umgebracht. Die einrückende Reichswehr schlug den Aufstand schließlich nieder. Die Aufstände hatten wirtschaftlich gesehen jedoch kaum negative Folgen. Die Schächte 4 und 5 erreichten bei 620 m Teufe die 3. Sohle. 1922 wurde Schacht 6 als Wetterschacht bis zur 2. Sohle geteuft.
Schwerere Auswirkungen hatte hingegen die Ruhrbesetzung durch französische und belgische Truppen 1923/1924. Am 1. April 1923, dem Ostersonntag, wurde die Schachtanlage 4/5 teilweise besetzt und die Lagerbestände an Koks von Franzosen beschlagnahmt. Am 10. Oktober 1923 beschlagnahmte die Mission Interalliée de Contrôle des Usines et des Mines (MICUM) alle Werksanlagen der Gewerkschaft „König Ludwig“. Der passive Widerstand der Bergleute gegen die Besetzer führte zu einer Förderung von nur 568.802 t im Jahr 1923. Nach mehr als einem Jahr endete die Besetzung am 27. Oktober 1924. Die Betriebsanlagen befanden sich allerdings bei ihrer Rückgabe in einem desolaten Zustand: Die Kokerei an der Schachtanlage 1/2 musste teilweise stillgelegt werden, die Kokerei auf dem Betriebsgelände der Schächte 4/5 wurde komplett abgerissen. Obwohl bereits 1924 wieder über eine Million Tonnen gefördert wurden, führten die Reparaturkosten zu einem Jahresverlust von 1.180.000 Reichsmark.
Im Sommer 1924 gingen 80 neugebaute Koksöfen bei Schacht 1/2 in Betrieb. Die neue Kokerei bei Schacht 4/5 wurde 1926 fertiggestellt. Die Gewerkschaft „König Ludwig“ kaufte die Zeche Vereinigte Trappe in Wetter. Die Gewerkschaft legte die Zeche zum 31. Dezember 1925 still, um die eigene vom Kohlensyndikat erlaubte Fördermenge zu erhöhen und für die Zeche „König Ludwig“ zu nutzen.

### Aufbau der Schachtanlage 7/8
Um die erlaubte Fördermenge weiter zu erhöhen, beschloss der Grubenvorstand 1928, östlich der Schachtanlage 4/5 die Schächte 7 und 8 abzuteufen. Am 15. Mai setzte der Generaldirektor Jakob Kleynmans zum ersten Spatenstich an. Schacht 8 erreichte seine Endteufe von 637 m am 11. Oktober und Schacht 7 bei 758 m am 30. Dezember 1929. Die Wettersohle wurde bei 470 m, die Fördersohle bei 606 m Teufe angesetzt.
Unterdessen wurde der Abbaubetrieb modernisiert. Wo die Kohle in flacher Lagerung vorkam, wurden Stangenschrämmaschinen eingesetzt. Mit dem vermehrten Maschineneinsatz wurde auch ein Drei-Schichten-Rhythmus eingeführt. Die erste Schicht baute die Kohle ab, die zweite Schicht füllte den Hohlraum mit taubem Gestein auf (Versatz) und die dritte Schicht bereitete die Maschinen für den nächsten Abbau vor. In geneigter Lagerung kam der druckluftbetriebene Abbauhammer zum Einsatz.

### Bergbau AG Ewald-König Ludwig

Aktie über 1000 RM der Bergbau-AG Ewald-König Ludwig vom Juli 1935

Unter dem Druck der Weltwirtschaftskrise schlossen sich die Gewerkschaften „König Ludwig“ und „Ewald“ in Herten zunächst zu einer Verkaufsvereinigung zusammen. Zur Gewerkschaft „Ewald“ gehörte neben der Zeche Ewald in Herten und der Zeche Ewald Fortsetzung in Oer-Erkenschwick auch die Zeche Haus Aden in Bergkamen. Am 31. Juli 1931 wurde beschlossen, sie zu einer Betriebsgemeinschaft zu vereinigen. Wie eng die Verbindung der beiden Gewerkschaften war, zeigt auch die Materialseilbahn, die Kohle von der Zeche „Ewald-Fortsetzung“ zur Aufbereitung der Zeche „König Ludwig“ 4/5 brachte. Am 21. Juni 1935 gründeten die beiden Unternehmen die Aktiengesellschaft Bergbau-AG Ewald-König Ludwig, kurz Ewald-König Ludwig AG.
Weil die Kokerei bei der Anlage 1/2 nicht rentabel genug war, wurde der Betrieb 1930 eingestellt. Mit der nach dem Vierjahresplan anlaufenden Kriegswirtschaft stieg der Bedarf an Koks und die Kokerei wurde ab 1937 erneut betrieben.

### Zweiter Weltkrieg
Im Dezember 1939 übernahm der Staatskonzern Reichswerke Hermann Göring die Hälfte der Aktien der Ewald-König Ludwig AG. Am 9. Januar 1940 wurde das Unternehmen in den Konzern eingegliedert. Wegen des Kriegs gab es weiter erhöhten Bedarf an Kohle, aber nicht genügend Arbeitskräfte. Durch längere Schichtzeiten, zusätzliche „Panzerschichten“ und vor allem die Beschäftigung von Kriegsgefangenen und Zwangsarbeitern sollte die Förderleistung erhöht werden. Die Zwangsarbeiter aus Polen, Italien und Russland wurden in einem Lager am Ickerottweg an der Anlage 7/8 untergebracht, in einem zweiten Lager am Kanalschlösschen befanden sich Belgier, Franzosen, Kroaten, Polen und Russen. Wegen Sprachproblemen und mangelnder Qualifikation der Zwangsarbeiter und der schlechten Lebensmittelversorgung der gesamten Belegschaft erhöhte sich die Förderleistung kaum.
Die begrenzten Kohlevorräte im Abbaubereich der Anlage 1/2 führten zur Pachtung des Ostfeldes der benachbarten Zeche Recklinghausen zum 1. Oktober 1940. Zu dem 3,6 km² großen Grubenfeld gehörte auch ein bereits bis 387 m geteufter Schacht. Dieser „Grullbadschacht“ genannte Schacht wurde bis 1942 bis zum Niveau der 2. Sohle tiefergeteuft und die Förderung der Anlage 1/2 auf diesen Feldesteil verlagert. Der Schacht 3 wurde unterdessen 1942 aufgegeben, nach dem die Förderung dort bereits 1925 eingestellt worden war.
Bei einem Grubenbrand mit nachfolgender Schlagwetterexplosion am 10. November 1940 starben 17 Bergleute. Dieses größte Grubenunglück der Zeche „König Ludwig“ wurde als Ehrentod an der Arbeitsfront zu Propagandazwecken missbraucht. Bei einem Bombenangriff auf die Schachtanlage 4/5 am 1. November 1944 starben 12 Bergleute. Die durch Bombentreffer zerstörten Anlagen, Bahnstrecken und Brücken führten zu Materialengpässen, die den Betrieb zusätzlich erschwerten.

### Nachkriegszeit und Gründung der Ruhrfestspiele
Am 1. April 1945 besetzten die Alliierten die Betriebsanlagen und entließen den Grubenvorstand. Die Militärregierung ließ die Förderanlagen wie auch die Kokereien und sonstigen Nebenanlagen stilllegen. In der Nachkriegszeit übernahm die Rhine Coal Control die Leitung und sorgte für die Wiederaufnahme der Anlagen. Die Betriebe kamen aber wegen einer weiterhin schlechten Lebensmittelversorgung nur schleppend wieder in Gang. Die Kohleförderung lief im August 1945 wieder an. Im Jahr 1945 förderte die Ewald-König Ludwig AG insgesamt nur 648.022 t. Die Kokerei der Anlage 4/5 ging 1945 wieder in Betrieb, die Kokerei der Anlage 1/2 nahm die Produktion 1946 wieder auf.
Während des kalten Winters 1946/1947 standen die Hamburger Theater vor der Schließung, weil sie nicht mehr über Kohle für die Beheizung verfügten. Der Verwaltungsdirektor des Hamburger Schauspielhauses, Otto Burrmeister, der Betriebsratsvorsitzende der Hamburger Staatsoper, Karl Rosengart, und andere fuhren in zwei holzgasbetriebenen LKW ins Ruhrgebiet, um auf den Kohlezechen um Hilfe zu bitten. Von der Autobahn A 2 sahen sie die Schlote der Kraftwerksanlagen bei der Schachtanlage 4/5 und nahmen die nächste Abfahrt. Die Bergleute der Zeche „König Ludwig“ 4/5 halfen den Theaterleuten unter Umgehung der Kontrolle durch die Besatzungsmächte und beluden die LKW mit Kohle. Diese illegale Aktion wurde mehrfach wiederholt, bis die beladenen LKW von der Militärpolizei entdeckt wurden.
Zum Dank für die Kohlehilfen gastierten im Sommer 1947 150 Schauspieler der drei Hamburger Bühnen im Städtischen Saalbau Recklinghausen. Der Hamburger Bürgermeister Max Brauer hielt zu diesem Anlass eine Rede von der Förderbrücke zu der Belegschaft der Zeche: „Ich kann mir eine andere und neue Art der Festspiele vorstellen. Festspiele nicht nur für Literaten und Auserwählte, sondern Festspiele inmitten der Stätten harter Arbeit. Ja, Festspiele im Kohlenpott vor den Kumpels. Ja, Festspiele statt in Salzburg in Recklinghausen.“ Aus dem Gastspiel der Hamburger Schauspieler erwuchs die Tradition der Ruhrfestspiele in Recklinghausen.
Schwerpunkt der Förderung war das Grullbadfeld. Von der Anlage 4/5 aus wurde die 1942 begonnene Ausrichtung des Feldesteils östlich der Schächte 7/8 fortgesetzt. In der flachen Lagerung setzte sich der vollmechanische Abbau mit modernen Doppelkettenkratzförderern und Hobelanlagen durch. Weil die Lagerstätten jedoch geologisch stark gestört waren, mussten mehr Strecken aufgefahren werden, was die Wirtschaftlichkeit des mechanischen Abbaus verringerte. In stark geneigter und steiler Lagerung blieb weiterhin der druckluftbetriebene Abbauhammer das wichtigste Werkzeug.
Bedingt durch gestiegene Löhne bei festgelegtem Kohlepreis hatte die Ewald-König Ludwig AG 1947 noch einen Verlust von 38.122.800 Reichsmark zu verzeichnen. Nicht zuletzt mit der Währungsreform besserte sich die Situation ab 1948. Der folgende wirtschaftliche Aufschwung (Wirtschaftswunder), die erhöhte Nachfrage nach Kohle und der Wegfall von Preisbindung und Produktionsbeschränkungen führten auch auf der Zeche „König Ludwig“ zur erhöhten Förderleistungen. 1950 betrug die Förderung der Ewald-König Ludwig AG bei 7.788 Beschäftigten 1.510.374 t, 1955 förderte die Gesellschaft mit einer Belegschaft von 7.767 Mann 1.618.076 t.
1955 wurde mit einem Durchschlag in 800 m Teufe eine Verbindung zwischen den Anlagen 1/2 und 4/5 geschaffen. Die Schachtanlage 4/5 wurde zur Hauptanlage ausgebaut. Schacht 5 wurde tiefergeteuft und erreichte 1958 die 1000-m-Sohle. Die Aufbereitung mitsamt der Kokerei bei der Schachtanlage Schacht 1/2 wurde 1958 aufgegeben.

### Kohlekrise und Stilllegung

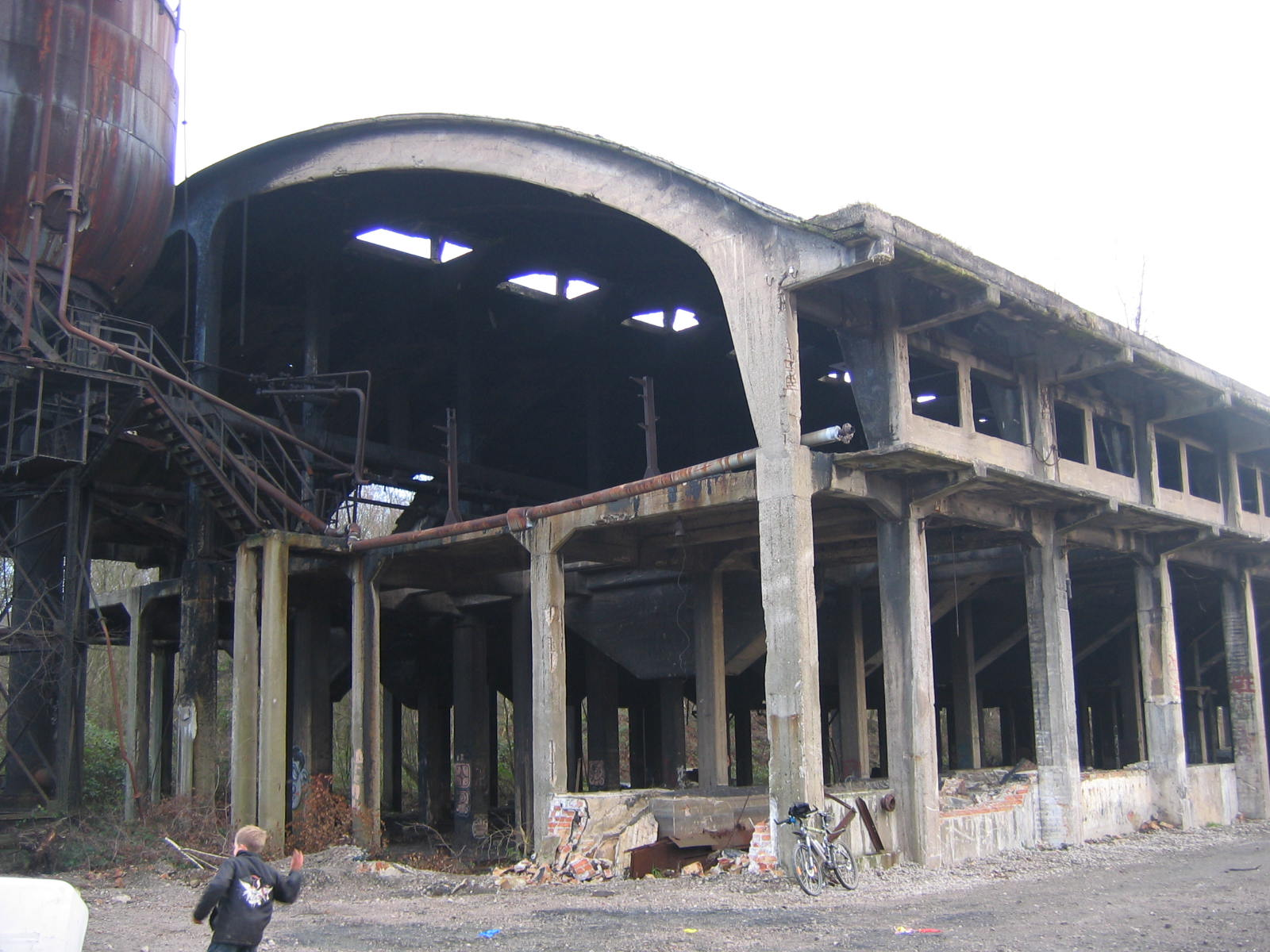
Pechhalle an der Zeche „König Ludwig“ 1/2 (Zustand 2008)

Ab 1958 drängten die Energieträger Erdgas und Erdöl und günstigere Importkohle zunehmend auf den Energiemarkt. Die Kohle der Zeche „König Ludwig“ war wegen der geologisch stark gestörten Lagerstätten zu teuer. Die Haldenbestände der Zeche wuchsen und es mussten Feierschichten eingelegt werden. Die Hoffnung lag nun auf dem bis 1961 zum Zentralförderschacht mit moderner Gefäßförderung ausgebauten Schacht 5. Er wurde als „Sorgenbrecher“ bezeichnet, doch die Sorgen blieben: Die Zielförderung wurde 1962 von 6.300 t/Tag auf 3.300 t/Tag zurückgenommen, unwirtschaftliche Abbaubetriebe wurden abgeworfen. 1800 Beschäftigte wurden zu den Zechen „Ewald“ und „Haus Aden“ verlegt oder über einen Sozialplan vorzeitig pensioniert. Die Schächte 7, 2 und 8 wurden 1963 stillgelegt, Schacht 1 folgte im Frühjahr 1964. Im Jahr 1960 betrug die Förderleistung in kg pro Mann und Schicht (kg/MS) noch 1651, durch Mechanisierung und Rationalisierung konnte die Leistung bis 1963 auf 2464 kg/MS erhöht werden.
Die Maßnahmen reichten im harten Wettbewerb offenbar nicht aus, um die Zeche wirtschaftlich weiterzubetreiben. Die Bergbau AG Ewald-König Ludwig hatte „König Ludwig“ bereits am 3. Dezember 1959 aus dem Firmennamen gestrichen und firmierte als Ewald Kohle AG innerhalb der Salzgitter AG. Das Unternehmen beschloss am 7. Januar 1965 die Stilllegung der Zeche „König Ludwig“. Die Protestaktionen der IGBE in den vergangenen Jahren blieben erfolglos. Am 15. Juni 1965 stellte Zeche „König Ludwig“ die Förderung ein. Die Schächte wurden bis 1966 verfüllt, Schacht 8 erst 1972.
2500 Beschäftigte konnten zum großen Teil auf andere Zechen der Ewald Kohle AG verlegt werden oder in Frührente gehen. Die Abteilung für den Grubenausbau der Zeche „König Ludwig“ wurde zum selbstständigen Unternehmen Gesteinsbau König Ludwig (GKL) mit etwa 700 Mitarbeitern. Die GKL übernahm Aufträge für Grubenbauten auf anderen Zechen, führte aber auch Industrieabbrüche, Gleisbau- und Tiefbauarbeiten aus. Die Kokerei der Anlage 4/5 wurde bis 1978 mit Kohle aus anderen Bergwerken der Ewald Kohle AG betrieben. Zuletzt arbeiteten dort noch fast 300 Beschäftigte. Die Kokerei wurde wie auch die GKL 1969 in die Ruhrkohle AG eingebracht.
Der 76 m hohe Gefäßförderturm aus Beton von 1961, der baugleich auch in der Zeche Ewald Fortsetzung in Oer-Erkenschwick zum Einsatz gekommen war, wurde im Jahr 1983 gesprengt.

## Nutzung nach der Stilllegung

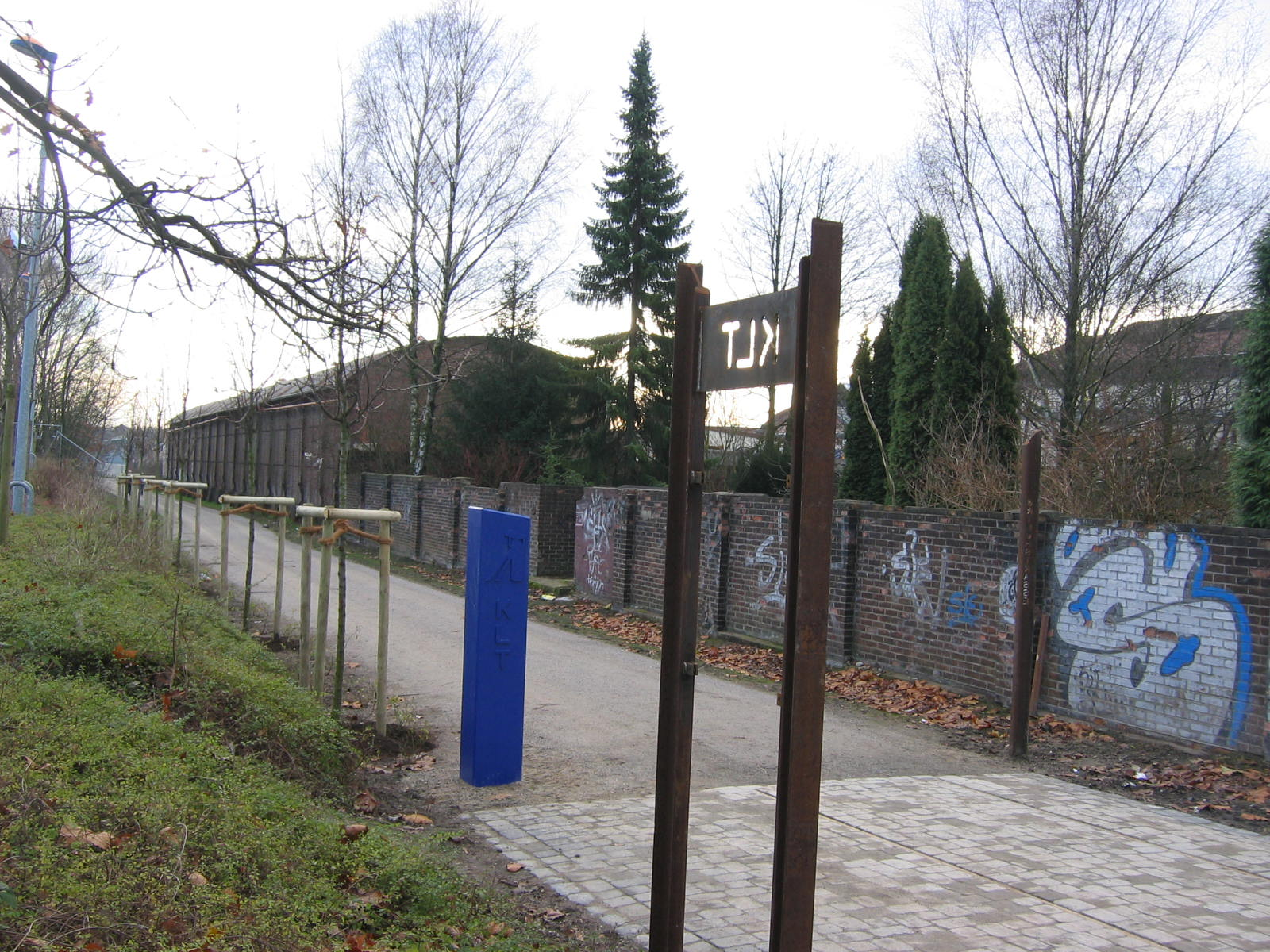
Einstieg des Rad- und Wanderweges an der Schachtanlage 1/2

Auf dem Gelände der Zeche befindet sich das Biomasse-Heizkraftwerk Recklinghausen.
Die König-Ludwig-Bahntrasse wird abschnittsweise zum Rad- und Wanderweg umgebaut. Ein erster Teilabschnitt von der Zeche König Ludwig 1/2 bis zum Standort der ehemaligen Zeche Friedrich der Große am Rhein-Herne-Kanal, wurde bereits im Dezember 2008 für die Öffentlichkeit freigegeben. Die Brückenbauwerke wurden instand gesetzt, und es wurden Sitzgruppen eingerichtet. Blaue Stelen signalisieren den Verlauf des Weges. Der Abschnitt zwischen Ortlohstraße und Oer-Erkenschwick wurde im Juni 2018 freigegeben.